# 阮廷獻
阮廷獻（越南语：／，1872年—1947年3月17日），字翼夫（越南语：／），號印南（越南语：／），越南阮朝官員。

## 生平
阮廷獻是廣南省升平府桂山縣廣大上總忠祿東社（今屬廣南省桂山縣桂忠社）人，嗣德二十五年（1872年）出生。成泰七年（1895年），阮廷献進入广南省學，與潘周楨、陳季恰、黃叔沆等人一同受教於督學陳廷楓。成泰十二年（1900年），阮廷獻參加承天場鄉試，考中舉人。次年（1901年），庭試考中副榜。初授翰林院檢討，在國學場學習法文。成泰十七年（1905年），升授纂修。次年（1906年），阮廷派遣阮廷獻等十人到法國留學，學習政治和法律。成泰十九年（1907年）回國后，以同知府銜領蓬山知縣。
維新二年（1908年），阮廷獻升懷仁知府。維新六年（1912年），阮廷獻改授鴻臚寺少卿，領寧順管道。次年（1913年），升授光祿寺少卿，升領承天府丞。後升吏部左侍郎，出領廣治按察使。
啟定四年（1919年），阮廷獻升任河靜布政使。次年（1920年），改領廣平布政使。啟定六年（1921年），升任承天府尹，不久改任廣義巡撫。啟定八年（1923年）正月，升署平富總督。保大二年（1927年），阮廷獻升授協佐大學士致事。
1947年3月17日，阮廷獻在家鄉去世，壽七十六歲。